# 海山堡
海山堡，是台灣北部一處在清治、日治時期的行政區劃。「海山」源自荷治時稱此地為。清治時1713年首度有漢人請墾此地，土地大抵是漢人向桃園的龜崙社承墾，後來發展為庄成為海山庄，在清康熙中葉至乾隆中葉海山庄係指今新北市樹林、三峽、鶯歌三區及新莊區之桕子林、西盛一帶。至乾隆中葉原海山庄已分為海山、彭厝、石頭溪、隆恩等十庄。至乾隆30年代(1760年代)，海山已由庄名升為堡名。至嘉慶、道光年間，海山堡共轄有十七庄，係指樹林、三峽、鶯歌、大溪四個地區。
日治時1920年7月，廢海山堡，與擺接堡合併設海山郡，海山變為郡名，管轄三峽、鶯歌、板橋及中和五街庄，即今三峽、鶯歌、樹林、土城、板橋、中和及永和等地。1945年(民國34年)12月11日設區廢郡，仍置海山區，管轄板橋、鶯歌、三峽、土城及中和五鄉鎮。1947年(民國36年)2月4日裁撤海山區。。後來的海山高中、海山國中、海山高工（後更名為新北高工）、捷運海山站均以此命名紀念。
海山堡西南邊為桃澗堡，北邊為八里坌堡、興直堡，東邊為擺接堡、文山堡，南邊為蕃地。

## 管轄街庄
海山堡共轄51個街庄：
- 今鶯歌區境內：橋仔頭庄、二甲九庄、尖山庄、大湖庄、鶯歌石庄、南靖厝庄、阿南坑庄
- 今樹林區境內：石灰坑庄、崙仔庄、山仔腳庄、陂內坑庄、獇仔藔庄、三角埔庄、圳岸腳庄、潭底庄、彭福庄、三塊厝庄、石頭溪庄、桃仔腳庄、溪墘厝庄、樟樹窟庄
- 今土城區境內：沛舍坡庄
- 今三峽區境內：麥仔園庄、隆恩埔庄、劉厝埔庄、公館後庄、三角湧庄、八張庄、礁溪庄、十三添庄、蔴園庄、中埔庄、鳶山庄、福德坑庄、大埔庄、山員潭仔庄、茅埔庄、成福庄、橫溪庄、挖仔庄
- 今大溪區境內：新溪洲庄、舊溪洲庄、內柵庄、田心仔庄、大嵙崁街、月眉庄、石墩庄、烏塗窟庄、三層庄、缺仔庄、中庄